# Circuito de Houtland 2018
La 73.ª edición de la clásica ciclista Circuito de Houtland (nombre oficial: Omloop van het Houtland Lichtervelde) se celebró en Bélgica el 19 de septiembre de 2018 sobre un recorrido de 195,3 kilómetros con inicio y final en la ciudad de Lichtervelde.
La carrera formó parte del UCI Europe Tour 2018, dentro de la categoría 1.1, y fue ganada por el belga Jonas Van Genechten del Vital Concept. Los también belgas Jasper De Buyst del Lotto Soudal y Timothy Dupont del Wanty-Groupe Gobert, segundo y tercer clasificado respectivamente, completaron el podio.

## Equipos participantes
Tomaron parte en la carrera 18 equipos: 3 de categoría UCI WorldTeam; 6 de categoría Profesional Continental; y 9 de categoría Continental. Formando así un pelotón de 122 ciclistas de los que acabaron 55. Los equipos participantes fueron:
| WorldTeams (3)- Lotto Soudal - EF Education First-Drapac p/b Cannondale - Trek-Segafredo Equipos continentales profesionales (6)- Roompot-Nederlandse Loterij - Sport Vlaanderen-Baloise - Fortuneo-Samsic - Vérandas Willems-Crelan - Wanty-Groupe Gobert - WB-Aqua Protect-Veranclassic Equipos continentales (9)- BEAT Cycling Club - Cibel-Cebon - Team Joker Icopal - Madison Genesis - Roubaix Lille Métropole - Sovac-Natura4Ever - Tarteletto-Isorex - Coop - Uno-X Norwegian Development |
| |

## Clasificación final
- Las clasificaciones finalizaron de la siguiente forma:[2]

| \| Clasificación general \| Clasificación general \| Clasificación general \| Clasificación general \| Clasificación general \| \| Ciclista \| Ciclista \| Equipo \| Tiempo \| \| \| --------------------- \| --------------------- \| ---------------------------- \| --------------------- \| --------------------- \| \| 1.º \| Jonas Van Genechten \| Vital Concept \| 4 h 18 min 48 s \| \| \| 2.º \| Jasper De Buyst \| Lotto-Soudal \| + 0 s \| \| \| 3.º \| Timothy Dupont \| Wanty-Groupe Gobert \| + 0 s \| \| \| 4.º \| Jens Keukeleire \| Lotto-Soudal \| + 0 s \| \| \| 5.º \| Bram Welten \| Fortuneo-Samsic \| + 0 s \| \| \| 6.º \| Aksel Nõmmela \| BEAT Cycling Club \| + 0 s \| \| \| 7.º \| Boy van Poppel \| Trek-Segafredo \| + 0 s \| \| \| 8.º \| Emiel Vermeulen \| Roubaix Lille Métropole \| + 0 s \| \| \| 9.º \| Kevyn Ista \| WB-Aqua Protect-Veranclassic \| + 0 s \| \| \| 10.º \| Fridtjof Røinås \| Joker Icopal \| + 0 s \| \| |                     |                              |                 |
| |                     |                              |                 |
| Fuentes: ProCyclingStats Cycling Quotient |                     |                              |                 |
| Clasificación general |                     |                              |                 |
| Ciclista | Ciclista            | Equipo                       | Tiempo          |
| 1.º | Jonas Van Genechten | Vital Concept                | 4 h 18 min 48 s |
| 2.º | Jasper De Buyst     | Lotto-Soudal                 | + 0 s           |
| 3.º | Timothy Dupont      | Wanty-Groupe Gobert          | + 0 s           |
| 4.º | Jens Keukeleire     | Lotto-Soudal                 | + 0 s           |
| 5.º | Bram Welten         | Fortuneo-Samsic              | + 0 s           |
| 6.º | Aksel Nõmmela       | BEAT Cycling Club            | + 0 s           |
| 7.º | Boy van Poppel      | Trek-Segafredo               | + 0 s           |
| 8.º | Emiel Vermeulen     | Roubaix Lille Métropole      | + 0 s           |
| 9.º | Kevyn Ista          | WB-Aqua Protect-Veranclassic | + 0 s           |
| 10.º | Fridtjof Røinås     | Joker Icopal                 | + 0 s           |

## UCI World Ranking
El Circuito de Houtland otorga puntos para el UCI WorldTour 2018 y el UCI World Ranking, este último para corredores de los equipos en las categorías UCI WorldTeam, Profesional Continental y Equipos Continentales. Las siguientes tablas son el baremo de puntuación y los corredores que obtuvieron puntos:
| Posición              | 1.ª | 2.ª | 3.ª | 4.ª | 5.ª | 6.ª | 7.ª | 8.ª | 9.ª | 10.ª |
| Clasificación general | 125 | 85  | 70  | 60  | 50  | 40  | 35  | 30  | 25  | 20   |

| 1.º  | Jonas Van Genechten | Vital Concept                | 125 |
| 2.º  | Jasper De Buyst     | Lotto Soudal                 | 85  |
| 3.º  | Timothy Dupont      | Wanty-Groupe Gobert          | 70  |
| 4.º  | Jens Keukeleire     | Lotto Soudal                 | 60  |
| 5.º  | Bram Welten         | Fortuneo-Samsic              | 50  |
| 6.º  | Aksel Nõmmela       | BEAT CC                      | 40  |
| 7.º  | Boy van Poppel      | Trek-Segafredo               | 35  |
| 8.º  | Emiel Vermeulen     | Roubaix Lille Métropole      | 30  |
| 9.º  | Kevyn Ista          | WB-Aqua Protect-Veranclassic | 25  |
| 10.º | Fridtjof Røinås     | Joker Icopal                 | 20  |